# Список населённых пунктов муниципального округа Лотошино
До реформы 2006 года населённые пункты относились к восьми упразднённым административно-территориальным единицам — Введенскому, Кировскому, Микулинскому, Михалёвскому, Монасеинскому, Ошейкинскому, Савостинскому и Ушаковскому сельским округам.. С 2006 по 2019 годы в Лотошинском районе населённые пункты были в составе в составе одного городского и двух сельских поселений.
После преобразования Лотошинского района в городской округ с целью исключения наличия у двух одноимённых населённых пунктов одинаковых категорий постановлением Губернатора Московской области № 648-ПГ от 27 декабря 2019 года деревня Марково бывшего городского поселения Лотошино преобразована в село.
С 2019 года в Лотошинском районе 124 населённых пункта: 1 посёлок городского типа, 5 посёлков, 7 сёл и 111 деревень.
С 1 января 2025 года городской округ Лотошино преобразован в муниципальный округ Лотошино.
| №   | Населённый пункт | Тип                     | Население | Муниципальное образование      |
| --- | ---------------- | ----------------------- | --------- | ------------------------------ |
| 1   | Абушково         | деревня                 | ↘1        | городское поселение Лотошино   |
| 2   | Агнищево         | деревня                 | ↗73       | сельское поселение Ошейкинское |
| 3   | Акулово          | деревня                 | ↗19       | городское поселение Лотошино   |
| 4   | Андрейково       | деревня                 | ↘4        | сельское поселение Микулинское |
| 5   | Аринькино        | деревня                 | ↗6        | сельское поселение Микулинское |
| 6   | Астренёво        | деревня                 | ↘1        | сельское поселение Ошейкинское |
| 7   | Афанасово        | деревня                 | ↗106      | сельское поселение Микулинское |
| 8   | Березняки        | деревня                 | →0        | сельское поселение Ошейкинское |
| 9   | Боборыкино       | деревня                 | ↗29       | сельское поселение Микулинское |
| 10  | Большая Сестра   | посёлок                 | →216      | сельское поселение Ошейкинское |
| 11  | Борки            | деревня                 | ↗10       | сельское поселение Ошейкинское |
| 12  | Боровки          | деревня                 | ↗12       | сельское поселение Микулинское |
| 13  | Бородино         | деревня                 | ↘6        | сельское поселение Ошейкинское |
| 14  | Бренево          | деревня                 | →5        | сельское поселение Ошейкинское |
| 15  | Брыково          | деревня                 | ↗10       | сельское поселение Ошейкинское |
| 16  | Быково           | деревня                 | ↘4        | сельское поселение Микулинское |
| 17  | Введенское       | деревня                 | ↘694      | сельское поселение Микулинское |
| 18  | Верейки          | деревня                 | →0        | городское поселение Лотошино   |
| 19  | Владимировка     | деревня                 | ↗22       | сельское поселение Микулинское |
| 20  | Власово          | деревня                 | ↗16       | сельское поселение Ошейкинское |
| 21  | Волково          | деревня                 | ↘54       | сельское поселение Микулинское |
| 22  | Володино         | деревня                 | ↗44       | городское поселение Лотошино   |
| 23  | Воробьёво        | деревня                 | ↗25       | сельское поселение Ошейкинское |
| 24  | Высочки          | деревня                 | ↗46       | городское поселение Лотошино   |
| 25  | Вяхирево         | деревня                 | ↘32       | сельское поселение Микулинское |
| 26  | Гаврилово        | деревня                 | ↘86       | сельское поселение Ошейкинское |
| 27  | Горсткино        | деревня                 | ↗13       | городское поселение Лотошино   |
| 28  | Горы-Мещерские   | деревня                 | ↗3        | сельское поселение Ошейкинское |
| 29  | Грибаново        | деревня                 | ↘12       | сельское поселение Ошейкинское |
| 30  | Григорово        | деревня                 | →0        | сельское поселение Ошейкинское |
| 31  | Добрино          | деревня                 | ↗7        | городское поселение Лотошино   |
| 32  | Доры             | деревня                 | ↘540      | сельское поселение Ошейкинское |
| 33  | Егорье           | село                    | ↘3        | сельское поселение Ошейкинское |
| 34  | Званово          | село                    | ↗113      | сельское поселение Ошейкинское |
| 35  | Звягино          | деревня                 | ↗24       | городское поселение Лотошино   |
| 36  | Ивановское       | деревня                 | ↗161      | городское поселение Лотошино   |
| 37  | Издетель         | деревня                 | ↘13       | городское поселение Лотошино   |
| 38  | Ильинское        | деревня                 | ↗29       | сельское поселение Микулинское |
| 39  | Калистово        | деревня                 | ↘5        | сельское поселение Микулинское |
| 40  | Калицино         | деревня                 | ↗127      | городское поселение Лотошино   |
| 41  | Канищево         | деревня                 | ↘0        | сельское поселение Микулинское |
| 42  | Кельи            | деревня                 | ↗23       | сельское поселение Микулинское |
| 43  | Кировский        | посёлок                 | ↘2334     | городское поселение Лотошино   |
| 44  | Клетки           | деревня                 | →0        | городское поселение Лотошино   |
| 45  | Клусово          | деревня                 | ↘6        | сельское поселение Ошейкинское |
| 46  | Коноплёво        | деревня                 | ↗158      | сельское поселение Микулинское |
| 47  | Корневское       | село                    | ↘60       | городское поселение Лотошино   |
| 48  | Котляково        | деревня                 | ↘5        | сельское поселение Ошейкинское |
| 49  | Круглово         | деревня                 | ↘45       | сельское поселение Ошейкинское |
| 50  | Кряково          | деревня                 | ↗27       | городское поселение Лотошино   |
| 51  | Кудрино          | деревня                 | ↗3        | городское поселение Лотошино   |
| 52  | Кузяево          | деревня                 | ↗11       | сельское поселение Ошейкинское |
| 53  | Кульпино         | деревня                 | ↘385      | городское поселение Лотошино   |
| 54  | Курвино          | деревня                 | ↗7        | сельское поселение Ошейкинское |
| 55  | Курятниково      | деревня                 | ↘2        | сельское поселение Микулинское |
| 56  | Кушелово         | деревня                 | ↗32       | сельское поселение Ошейкинское |
| 57  | Лотошино         | посёлок городского типа | ↘6160     | городское поселение Лотошино   |
| 58  | Лужки            | деревня                 | ↘12       | городское поселение Лотошино   |
| 59  | Мазлово          | деревня                 | →2        | сельское поселение Микулинское |
| 60  | Макарово         | деревня                 | ↘2        | городское поселение Лотошино   |
| 61  | Максимово        | деревня                 | ↘18       | сельское поселение Ошейкинское |
| 62  | Мамоново         | деревня                 | ↘44       | сельское поселение Ошейкинское |
| 63  | Марково          | деревня                 | ↗57       | городское поселение Лотошино   |
| 64  | Марково          | деревня                 | ↘13       | сельское поселение Ошейкинское |
| 65  | Мармыли          | деревня                 | ↘4        | сельское поселение Ошейкинское |
| 66  | Мастищево        | деревня                 | ↘21       | городское поселение Лотошино   |
| 67  | Матвейково       | деревня                 | ↗3        | сельское поселение Ошейкинское |
| 68  | Матюшкино        | деревня                 | →0        | сельское поселение Ошейкинское |
| 69  | Микулино         | село                    | ↗1455     | сельское поселение Микулинское |
| 70  | Михалёво         | деревня                 | ↘455      | городское поселение Лотошино   |
| 71  | Могильцы         | деревня                 | ↘0        | сельское поселение Микулинское |
| 72  | Монасеино        | деревня                 | ↗329      | городское поселение Лотошино   |
| 73  | Натальино        | деревня                 | ↘22       | городское поселение Лотошино   |
| 74  | Немки            | посёлок                 | ↗59       | сельское поселение Микулинское |
| 75  | Нововасильевское | деревня                 | ↘119      | городское поселение Лотошино   |
| 76  | Новое Лисино     | деревня                 | ↘39       | городское поселение Лотошино   |
| 77  | Новолотошино     | посёлок                 | ↘1067     | городское поселение Лотошино   |
| 78  | Новошино         | деревня                 | ↗79       | городское поселение Лотошино   |
| 79  | Орешково         | деревня                 | ↗7        | сельское поселение Ошейкинское |
| 80  | Ошейкино         | деревня                 | ↘109      | сельское поселение Ошейкинское |
| 81  | Ошенево          | деревня                 | ↗12       | городское поселение Лотошино   |
| 82  | Павловское       | деревня                 | ↘3        | городское поселение Лотошино   |
| 83  | Палкино          | деревня                 | ↗56       | сельское поселение Микулинское |
| 84  | Паршино          | деревня                 | ↘14       | сельское поселение Микулинское |
| 85  | Пеньи            | деревня                 | ↗62       | сельское поселение Микулинское |
| 86  | Петровское       | деревня                 | ↘5        | сельское поселение Микулинское |
| 87  | Пешки            | деревня                 | ↘4        | городское поселение Лотошино   |
| 88  | Плаксино         | деревня                 | →2        | сельское поселение Ошейкинское |
| 89  | Плетенинское     | деревня                 | ↘17       | сельское поселение Микулинское |
| 90  | Поляны           | деревня                 | ↗4        | сельское поселение Микулинское |
| 91  | Раменье          | деревня                 | ↗5        | сельское поселение Микулинское |
| 92  | Рахново          | деревня                 | →0        | сельское поселение Ошейкинское |
| 93  | Редькино         | деревня                 | →0        | городское поселение Лотошино   |
| 94  | Речки            | деревня                 | ↗85       | сельское поселение Микулинское |
| 95  | Рождество        | деревня                 | ↗28       | городское поселение Лотошино   |
| 96  | Савостино        | деревня                 | ↘636      | сельское поселение Микулинское |
| 97  | Себудово         | деревня                 | ↗2        | сельское поселение Микулинское |
| 98  | Сельменево       | деревня                 | ↗26       | сельское поселение Микулинское |
| 99  | Сологино         | деревня                 | ↗28       | сельское поселение Ошейкинское |
| 100 | Софийское        | деревня                 | ↗21       | городское поселение Лотошино   |
| 101 | Старое Лисино    | деревня                 | ↘7        | городское поселение Лотошино   |
| 102 | Степаньково      | деревня                 | ↘17       | сельское поселение Ошейкинское |
| 103 | Стрешневы Горы   | деревня                 | ↘111      | городское поселение Лотошино   |
| 104 | Судниково        | село                    | ↗16       | сельское поселение Микулинское |
| 105 | Татарки          | деревня                 | ↗12       | сельское поселение Микулинское |
| 106 | Татьянки         | деревня                 | ↘0        | городское поселение Лотошино   |
| 107 | Телешово         | деревня                 | ↘15       | сельское поселение Ошейкинское |
| 108 | Теребетово       | деревня                 | ↘4        | сельское поселение Ошейкинское |
| 109 | Тереховка        | деревня                 | ↘11       | городское поселение Лотошино   |
| 110 | Торфяной         | посёлок                 | ↘48       | сельское поселение Ошейкинское |
| 111 | Турово           | деревня                 | ↘17       | городское поселение Лотошино   |
| 112 | Узорово          | деревня                 | ↘53       | сельское поселение Ошейкинское |
| 113 | Урусово          | деревня                 | ↘38       | городское поселение Лотошино   |
| 114 | Ушаково          | деревня                 | ↗1139     | сельское поселение Ошейкинское |
| 115 | Харпай           | деревня                 | ↗4        | городское поселение Лотошино   |
| 116 | Хилово           | деревня                 | ↗9        | сельское поселение Микулинское |
| 117 | Хмелевки         | деревня                 | ↗8        | сельское поселение Микулинское |
| 118 | Хранёво          | деревня                 | ↘92       | сельское поселение Микулинское |
| 119 | Чапаево          | деревня                 | ↘27       | городское поселение Лотошино   |
| 120 | Чекчино          | деревня                 | ↗19       | сельское поселение Ошейкинское |
| 121 | Шелгуново        | деревня                 | ↗9        | сельское поселение Микулинское |
| 122 | Шилово           | деревня                 | →6        | сельское поселение Ошейкинское |
| 123 | Шубино           | деревня                 | ↗26       | сельское поселение Ошейкинское |
| 124 | Щеглятьево       | село                    | ↘18       | сельское поселение Микулинское |